# М плюс Б
М плюс Б (26 декабря 1993 — 30 декабря 2006) — крупнейшее  в секторе справочной литературы на рубеже 1990-х и 2000-х годов издательство Пермской области и Пермского края, определявшее стандарт городского и регионального справочника этого периода.

## История
26 декабря 1993 года создано ТОО «Маматов и брат». В декабре 1994 ТОО «Маматов и брат» реорганизовано в ЗАО «М плюс Б». Направление деятельности было выбрано издательство, реклама, оперативная полиграфия, консалтинг и обучение.
В декабре 2002 организован холдинг «М плюс Б», в который вошло издательство «М плюс Б», отвечавшее за издание телефонных справочников и методической литературы.
Издательство сотрудничало с типографиями по печати справочников «Жёлтые страницы»: «Звезда» (Пермь), «Grossbetrieb Pößneck» (ФРГ), «Kossuth Printing house Co.» (Венгрия), «Painoyhtyma OY» (Финляндия), «Stibo graphic» (Дания).
Руководителями предприятия были Дамир Юнусович Маматов (1993–1995), Ильдар Юнусович Маматов (1995–1998, 2004), Татьяна Николаевна Старкова (1999–2003), Владимир Витальевич Ерохин (01.12.2004–2006).
В декабре 2006 года ЗАО издательство «М плюс Б» стало частью шведского информационно-медийного холдинга «Kontakt East Holding».
Издание справочников было продолжено издательством "Маматов", однако последнее в большей степени специализируется на выпуске краеведческой и художественной литературы.

## Издательские продукты
Основными продуктами издательства стали: адресно-телефонные справочники «Жёлтые страницы. Пермь» (1996–2008, тираж: от 10 000 до 50 000 экз.) и «Жёлтые страницы. Пермь. Пермская область (Пермский край)» (2000–2008, тираж: 10 000 экз.), тематические справочники: «Авторынок», «Дом и офис», «Магазины», «Медицина и здоровье», картографическая продукция (карта-схема «Пермь», атлас «Пермь», диск «Пермская область. Карты», «Моя Пермь»).